# John Leipold
John Leipold (26 de fevereiro de 1888 — 8 de março de 1970) é um compositor estadunidense. Venceu o Oscar de melhor trilha sonora na edição de 1940 por Stagecoach, ao lado de Richard Hageman, W. Franke Harling e Leo Shuken.